# 1695
Portal Geschichte | Portal Biografien | Aktuelle Ereignisse | Jahreskalender | Tagesartikel

◄ |
16. Jahrhundert |
17. Jahrhundert
| 18. Jahrhundert | ►

◄ |
1660er |
1670er |
1680er |
1690er
| 1700er | 1710er | 1720er | ►

◄◄ |
◄ |
1691 |
1692 |
1693 |
1694 |
1695
| 1696 | 1697 | 1698 | 1699 | ► | ►►
Staatsoberhäupter  · Nekrolog   · Musikjahr
| Januar | Januar | Januar | Januar | Januar | Januar | Januar | Januar |
| Kw     | Mo     | Di     | Mi     | Do     | Fr     | Sa     | So     |
| ------ | ------ | ------ | ------ | ------ | ------ | ------ | ------ |
| 52     |        |        |        |        |        | 1      | 2      |
| 1      | 3      | 4      | 5      | 6      | 7      | 8      | 9      |
| 2      | 10     | 11     | 12     | 13     | 14     | 15     | 16     |
| 3      | 17     | 18     | 19     | 20     | 21     | 22     | 23     |
| 4      | 24     | 25     | 26     | 27     | 28     | 29     | 30     |
| 5      | 31     |        |        |        |        |        |        |

| Februar | Februar | Februar | Februar | Februar | Februar | Februar | Februar |
| Kw      | Mo      | Di      | Mi      | Do      | Fr      | Sa      | So      |
| ------- | ------- | ------- | ------- | ------- | ------- | ------- | ------- |
| 5       |         | 1       | 2       | 3       | 4       | 5       | 6       |
| 6       | 7       | 8       | 9       | 10      | 11      | 12      | 13      |
| 7       | 14      | 15      | 16      | 17      | 18      | 19      | 20      |
| 8       | 21      | 22      | 23      | 24      | 25      | 26      | 27      |
| 9       | 28      |         |         |         |         |         |         |

| März | März | März | März | März | März | März | März |
| Kw   | Mo   | Di   | Mi   | Do   | Fr   | Sa   | So   |
| ---- | ---- | ---- | ---- | ---- | ---- | ---- | ---- |
| 9    |      | 1    | 2    | 3    | 4    | 5    | 6    |
| 10   | 7    | 8    | 9    | 10   | 11   | 12   | 13   |
| 11   | 14   | 15   | 16   | 17   | 18   | 19   | 20   |
| 12   | 21   | 22   | 23   | 24   | 25   | 26   | 27   |
| 13   | 28   | 29   | 30   | 31   |      |      |      |

| April | April | April | April | April | April | April | April |
| Kw    | Mo    | Di    | Mi    | Do    | Fr    | Sa    | So    |
| ----- | ----- | ----- | ----- | ----- | ----- | ----- | ----- |
| 13    |       |       |       |       | 1     | 2     | 3     |
| 14    | 4     | 5     | 6     | 7     | 8     | 9     | 10    |
| 15    | 11    | 12    | 13    | 14    | 15    | 16    | 17    |
| 16    | 18    | 19    | 20    | 21    | 22    | 23    | 24    |
| 17    | 25    | 26    | 27    | 28    | 29    | 30    |       |

| Mai | Mai | Mai | Mai | Mai | Mai | Mai | Mai |
| Kw  | Mo  | Di  | Mi  | Do  | Fr  | Sa  | So  |
| --- | --- | --- | --- | --- | --- | --- | --- |
| 17  |     |     |     |     |     |     | 1   |
| 18  | 2   | 3   | 4   | 5   | 6   | 7   | 8   |
| 19  | 9   | 10  | 11  | 12  | 13  | 14  | 15  |
| 20  | 16  | 17  | 18  | 19  | 20  | 21  | 22  |
| 21  | 23  | 24  | 25  | 26  | 27  | 28  | 29  |
| 22  | 30  | 31  |     |     |     |     |     |

| Juni | Juni | Juni | Juni | Juni | Juni | Juni | Juni |
| Kw   | Mo   | Di   | Mi   | Do   | Fr   | Sa   | So   |
| ---- | ---- | ---- | ---- | ---- | ---- | ---- | ---- |
| 22   |      |      | 1    | 2    | 3    | 4    | 5    |
| 23   | 6    | 7    | 8    | 9    | 10   | 11   | 12   |
| 24   | 13   | 14   | 15   | 16   | 17   | 18   | 19   |
| 25   | 20   | 21   | 22   | 23   | 24   | 25   | 26   |
| 26   | 27   | 28   | 29   | 30   |      |      |      |

| Juli | Juli | Juli | Juli | Juli | Juli | Juli | Juli |
| Kw   | Mo   | Di   | Mi   | Do   | Fr   | Sa   | So   |
| ---- | ---- | ---- | ---- | ---- | ---- | ---- | ---- |
| 26   |      |      |      |      | 1    | 2    | 3    |
| 27   | 4    | 5    | 6    | 7    | 8    | 9    | 10   |
| 28   | 11   | 12   | 13   | 14   | 15   | 16   | 17   |
| 29   | 18   | 19   | 20   | 21   | 22   | 23   | 24   |
| 30   | 25   | 26   | 27   | 28   | 29   | 30   | 31   |

| August | August | August | August | August | August | August | August |
| Kw     | Mo     | Di     | Mi     | Do     | Fr     | Sa     | So     |
| ------ | ------ | ------ | ------ | ------ | ------ | ------ | ------ |
| 31     | 1      | 2      | 3      | 4      | 5      | 6      | 7      |
| 32     | 8      | 9      | 10     | 11     | 12     | 13     | 14     |
| 33     | 15     | 16     | 17     | 18     | 19     | 20     | 21     |
| 34     | 22     | 23     | 24     | 25     | 26     | 27     | 28     |
| 35     | 29     | 30     | 31     |        |        |        |        |

| September | September | September | September | September | September | September | September |
| Kw        | Mo        | Di        | Mi        | Do        | Fr        | Sa        | So        |
| --------- | --------- | --------- | --------- | --------- | --------- | --------- | --------- |
| 35        |           |           |           | 1         | 2         | 3         | 4         |
| 36        | 5         | 6         | 7         | 8         | 9         | 10        | 11        |
| 37        | 12        | 13        | 14        | 15        | 16        | 17        | 18        |
| 38        | 19        | 20        | 21        | 22        | 23        | 24        | 25        |
| 39        | 26        | 27        | 28        | 29        | 30        |           |           |

| Oktober | Oktober | Oktober | Oktober | Oktober | Oktober | Oktober | Oktober |
| Kw      | Mo      | Di      | Mi      | Do      | Fr      | Sa      | So      |
| ------- | ------- | ------- | ------- | ------- | ------- | ------- | ------- |
| 39      |         |         |         |         |         | 1       | 2       |
| 40      | 3       | 4       | 5       | 6       | 7       | 8       | 9       |
| 41      | 10      | 11      | 12      | 13      | 14      | 15      | 16      |
| 42      | 17      | 18      | 19      | 20      | 21      | 22      | 23      |
| 43      | 24      | 25      | 26      | 27      | 28      | 29      | 30      |
| 44      | 31      |         |         |         |         |         |         |

| November | November | November | November | November | November | November | November |
| Kw       | Mo       | Di       | Mi       | Do       | Fr       | Sa       | So       |
| -------- | -------- | -------- | -------- | -------- | -------- | -------- | -------- |
| 44       |          | 1        | 2        | 3        | 4        | 5        | 6        |
| 45       | 7        | 8        | 9        | 10       | 11       | 12       | 13       |
| 46       | 14       | 15       | 16       | 17       | 18       | 19       | 20       |
| 47       | 21       | 22       | 23       | 24       | 25       | 26       | 27       |
| 48       | 28       | 29       | 30       |          |          |          |          |

| Dezember | Dezember | Dezember | Dezember | Dezember | Dezember | Dezember | Dezember |
| Kw       | Mo       | Di       | Mi       | Do       | Fr       | Sa       | So       |
| -------- | -------- | -------- | -------- | -------- | -------- | -------- | -------- |
| 48       |          |          |          | 1        | 2        | 3        | 4        |
| 49       | 5        | 6        | 7        | 8        | 9        | 10       | 11       |
| 50       | 12       | 13       | 14       | 15       | 16       | 17       | 18       |
| 51       | 19       | 20       | 21       | 22       | 23       | 24       | 25       |
| 52       | 26       | 27       | 28       | 29       | 30       | 31       |          |

| Januar | Januar | Januar | Januar | Januar | Januar | Januar | Januar |
| Kw     | Mo     | Di     | Mi     | Do     | Fr     | Sa     | So     |
| ------ | ------ | ------ | ------ | ------ | ------ | ------ | ------ |
| 52     |        |        |        |        |        | 1      | 2      |
| 1      | 3      | 4      | 5      | 6      | 7      | 8      | 9      |
| 2      | 10     | 11     | 12     | 13     | 14     | 15     | 16     |
| 3      | 17     | 18     | 19     | 20     | 21     | 22     | 23     |
| 4      | 24     | 25     | 26     | 27     | 28     | 29     | 30     |
| 5      | 31     |        |        |        |        |        |        |

| Februar | Februar | Februar | Februar | Februar | Februar | Februar | Februar |
| Kw      | Mo      | Di      | Mi      | Do      | Fr      | Sa      | So      |
| ------- | ------- | ------- | ------- | ------- | ------- | ------- | ------- |
| 5       |         | 1       | 2       | 3       | 4       | 5       | 6       |
| 6       | 7       | 8       | 9       | 10      | 11      | 12      | 13      |
| 7       | 14      | 15      | 16      | 17      | 18      | 19      | 20      |
| 8       | 21      | 22      | 23      | 24      | 25      | 26      | 27      |
| 9       | 28      |         |         |         |         |         |         |

| März | März | März | März | März | März | März | März |
| Kw   | Mo   | Di   | Mi   | Do   | Fr   | Sa   | So   |
| ---- | ---- | ---- | ---- | ---- | ---- | ---- | ---- |
| 9    |      | 1    | 2    | 3    | 4    | 5    | 6    |
| 10   | 7    | 8    | 9    | 10   | 11   | 12   | 13   |
| 11   | 14   | 15   | 16   | 17   | 18   | 19   | 20   |
| 12   | 21   | 22   | 23   | 24   | 25   | 26   | 27   |
| 13   | 28   | 29   | 30   | 31   |      |      |      |

| April | April | April | April | April | April | April | April |
| Kw    | Mo    | Di    | Mi    | Do    | Fr    | Sa    | So    |
| ----- | ----- | ----- | ----- | ----- | ----- | ----- | ----- |
| 13    |       |       |       |       | 1     | 2     | 3     |
| 14    | 4     | 5     | 6     | 7     | 8     | 9     | 10    |
| 15    | 11    | 12    | 13    | 14    | 15    | 16    | 17    |
| 16    | 18    | 19    | 20    | 21    | 22    | 23    | 24    |
| 17    | 25    | 26    | 27    | 28    | 29    | 30    |       |

| Mai | Mai | Mai | Mai | Mai | Mai | Mai | Mai |
| Kw  | Mo  | Di  | Mi  | Do  | Fr  | Sa  | So  |
| --- | --- | --- | --- | --- | --- | --- | --- |
| 17  |     |     |     |     |     |     | 1   |
| 18  | 2   | 3   | 4   | 5   | 6   | 7   | 8   |
| 19  | 9   | 10  | 11  | 12  | 13  | 14  | 15  |
| 20  | 16  | 17  | 18  | 19  | 20  | 21  | 22  |
| 21  | 23  | 24  | 25  | 26  | 27  | 28  | 29  |
| 22  | 30  | 31  |     |     |     |     |     |

| Juni | Juni | Juni | Juni | Juni | Juni | Juni | Juni |
| Kw   | Mo   | Di   | Mi   | Do   | Fr   | Sa   | So   |
| ---- | ---- | ---- | ---- | ---- | ---- | ---- | ---- |
| 22   |      |      | 1    | 2    | 3    | 4    | 5    |
| 23   | 6    | 7    | 8    | 9    | 10   | 11   | 12   |
| 24   | 13   | 14   | 15   | 16   | 17   | 18   | 19   |
| 25   | 20   | 21   | 22   | 23   | 24   | 25   | 26   |
| 26   | 27   | 28   | 29   | 30   |      |      |      |

| Juli | Juli | Juli | Juli | Juli | Juli | Juli | Juli |
| Kw   | Mo   | Di   | Mi   | Do   | Fr   | Sa   | So   |
| ---- | ---- | ---- | ---- | ---- | ---- | ---- | ---- |
| 26   |      |      |      |      | 1    | 2    | 3    |
| 27   | 4    | 5    | 6    | 7    | 8    | 9    | 10   |
| 28   | 11   | 12   | 13   | 14   | 15   | 16   | 17   |
| 29   | 18   | 19   | 20   | 21   | 22   | 23   | 24   |
| 30   | 25   | 26   | 27   | 28   | 29   | 30   | 31   |

| August | August | August | August | August | August | August | August |
| Kw     | Mo     | Di     | Mi     | Do     | Fr     | Sa     | So     |
| ------ | ------ | ------ | ------ | ------ | ------ | ------ | ------ |
| 31     | 1      | 2      | 3      | 4      | 5      | 6      | 7      |
| 32     | 8      | 9      | 10     | 11     | 12     | 13     | 14     |
| 33     | 15     | 16     | 17     | 18     | 19     | 20     | 21     |
| 34     | 22     | 23     | 24     | 25     | 26     | 27     | 28     |
| 35     | 29     | 30     | 31     |        |        |        |        |

| September | September | September | September | September | September | September | September |
| Kw        | Mo        | Di        | Mi        | Do        | Fr        | Sa        | So        |
| --------- | --------- | --------- | --------- | --------- | --------- | --------- | --------- |
| 35        |           |           |           | 1         | 2         | 3         | 4         |
| 36        | 5         | 6         | 7         | 8         | 9         | 10        | 11        |
| 37        | 12        | 13        | 14        | 15        | 16        | 17        | 18        |
| 38        | 19        | 20        | 21        | 22        | 23        | 24        | 25        |
| 39        | 26        | 27        | 28        | 29        | 30        |           |           |

| Oktober | Oktober | Oktober | Oktober | Oktober | Oktober | Oktober | Oktober |
| Kw      | Mo      | Di      | Mi      | Do      | Fr      | Sa      | So      |
| ------- | ------- | ------- | ------- | ------- | ------- | ------- | ------- |
| 39      |         |         |         |         |         | 1       | 2       |
| 40      | 3       | 4       | 5       | 6       | 7       | 8       | 9       |
| 41      | 10      | 11      | 12      | 13      | 14      | 15      | 16      |
| 42      | 17      | 18      | 19      | 20      | 21      | 22      | 23      |
| 43      | 24      | 25      | 26      | 27      | 28      | 29      | 30      |
| 44      | 31      |         |         |         |         |         |         |

| November | November | November | November | November | November | November | November |
| Kw       | Mo       | Di       | Mi       | Do       | Fr       | Sa       | So       |
| -------- | -------- | -------- | -------- | -------- | -------- | -------- | -------- |
| 44       |          | 1        | 2        | 3        | 4        | 5        | 6        |
| 45       | 7        | 8        | 9        | 10       | 11       | 12       | 13       |
| 46       | 14       | 15       | 16       | 17       | 18       | 19       | 20       |
| 47       | 21       | 22       | 23       | 24       | 25       | 26       | 27       |
| 48       | 28       | 29       | 30       |          |          |          |          |

| Dezember | Dezember | Dezember | Dezember | Dezember | Dezember | Dezember | Dezember |
| Kw       | Mo       | Di       | Mi       | Do       | Fr       | Sa       | So       |
| -------- | -------- | -------- | -------- | -------- | -------- | -------- | -------- |
| 48       |          |          |          | 1        | 2        | 3        | 4        |
| 49       | 5        | 6        | 7        | 8        | 9        | 10       | 11       |
| 50       | 12       | 13       | 14       | 15       | 16       | 17       | 18       |
| 51       | 19       | 20       | 21       | 22       | 23       | 24       | 25       |
| 52       | 26       | 27       | 28       | 29       | 30       | 31       |          |

## Ereignisse

### Politik und Weltgeschehen

#### Pfälzischer Erbfolgekrieg
- 15. August: Eine dreitägige Beschießung Brüssels während des Pfälzischen Erbfolgekriegs durch die französische Armee unter dem Befehl von François de Neufville, duc de Villeroy endet. Ausbrechende Feuer in diesen Tagen tragen mit dazu bei, dass ein Drittel der Stadt zerstört wird, darunter der Grand-Place mit dem gotischen Rathaus.

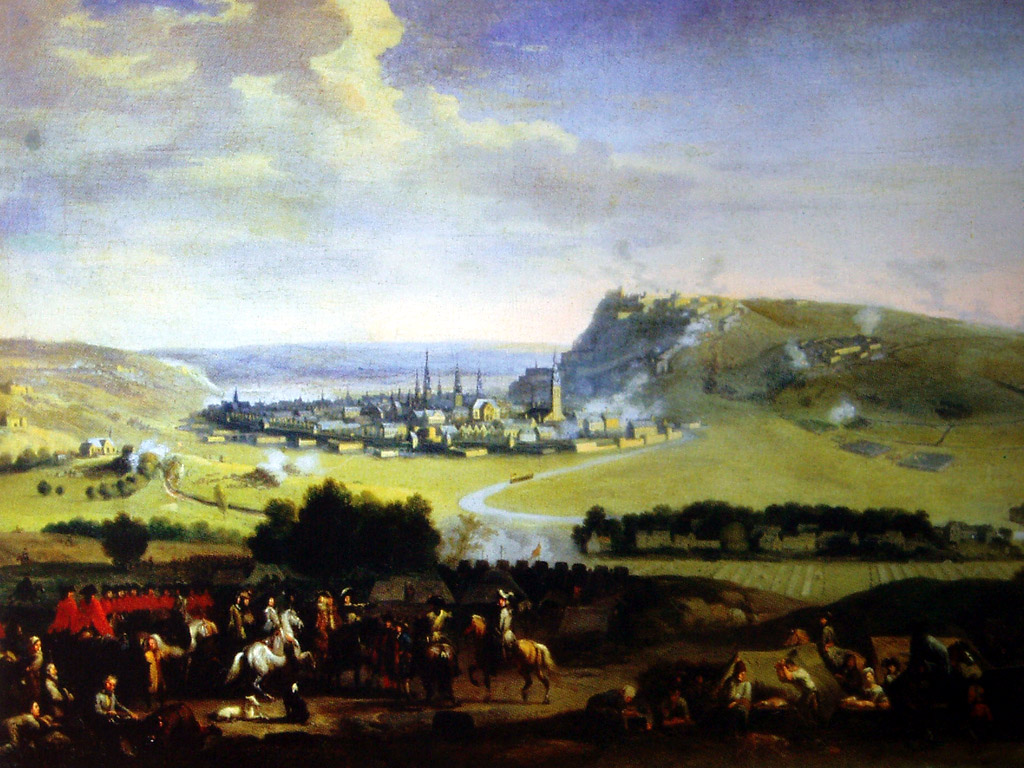
Die Belagerung von Namur

- 2. Juli: Die Belagerung von Namur durch Truppen der Wiener Großen Allianz beginnt.
- 1. September: Wilhelm von Oranien gelingt nach drei Jahren Besetzung durch Frankreich die Rückeroberung von Namur.

#### Großer Türkenkrieg
- 20. Januar: Peter I. von Russland beginnt einen erneuten Türkenfeldzug.
- 6. Februar: Mustafa II. wird nach dem Tod seines Onkels Ahmed II. Herrscher des osmanischen Reiches.
- 8. Juli: Russische Einheiten beginnen mit der Belagerung der osmanischen Festung Asow. Die Belagerung der Stadt muss im September ohne Erfolg abgebrochen werden.
- Peter I. gibt den Bau einer Kriegsflotte in Auftrag. Die Asow-Flotte wird aufgebaut.

#### Weitere Ereignisse in Europa
- 6. Januar: Friedrich IV. wird nach dem Tod seines Vaters Christian Albrecht Herzog von Schleswig-Holstein-Gottorf.
- England schafft als erster Staat die Zensur in der Presse ab.

#### Afrika
- um 1695: Osei Tutu I. gründet das Aschantireich an der Goldküste in Westafrika und wird erster Asantehene (Herrscher).

#### Amerika
- 20. November: Der gefangene und zuvor gegen das Sklaventum kämpfende Zumbi wird in der portugiesischen Kolonie Brasilien hingerichtet. Er war letzter Anführer der größten Sklavensiedlung Palmares, die von den Plantagen geflohenen afrikanischen Sklaven jahrzehntelang eine Heimstatt bot.

### Wirtschaft
- 18. Januar: In Frankreich erlässt König Ludwig XIV. eine Kopfsteuer. Die Bevölkerung wird in 22 Steuerklassen eingeteilt. In der niedrigsten ist eine Livre an den Staat zu entrichten, in der höchsten sind es 2.000 Livres.
- 17. Juli: Die Bank of Scotland entsteht durch ein Gesetz des schottischen Parlaments.
- 31. Dezember: In England wird eine Fenstersteuer eingeführt. Um die Steuer zu vermeiden, mauern Ladeninhaber viele Fenster zu.
- Der niederländische Likörhändler De Kuyper wird gegründet.

### Wissenschaft und Technik
- Definition der kinetischen Energie (Kraft) durch Gottfried Wilhelm von Leibniz

### Kultur und Gesellschaft
- 5. Februar: Die Uraufführung der Oper Muzio Scevola von Giovanni Bononcini erfolgt im Tordinona in Rom.
- 19. Juli: In England erscheint die weltweit erste Heiratsannonce in der Wochenzeitung A collection for improvement of husbandry and trade (Sammlung für den Fortschritt in Landwirtschaft und Handel).
- 20. Juli: Der deutsche Apothekenlaborant Johann Konrad Rätzel erreicht auf einem Schiff der Niederländischen Ostindien-Kompanie Batavia auf Java, wo er die nächsten Jahre seines Lebens verbringen wird. In dieser Zeit trägt er eine aufsehenerregende Sammlung aus Pflanzen, Tieren, aber auch Kunstobjekten zusammen.
- Henry Purcell komponiert die Music for the Funeral of Queen Mary.
- Kurfürst Friedrich III. gibt mehreren Architekten um Andreas Schlüter den Auftrag den Lietzeburger Sommersitz von Kurfürstin Charlottes zu einem dreiflügeligen Sommerschloss auszubauen, das bis 1713 fertiggestellt wird. Es wird nach dem Ort Lietze/Lütze Schloss Lietzeburg genannt.
- 1695 oder 1700: Kinross House in Schottland wird fertiggestellt.

### Religion
- In Rom wird die Päpstliche Akademie für Theologie gegründet.

### Natur und Umwelt
- Seegfrörne: Der Bodensee ist komplett zugefroren.

## Historische Karten und Ansichten

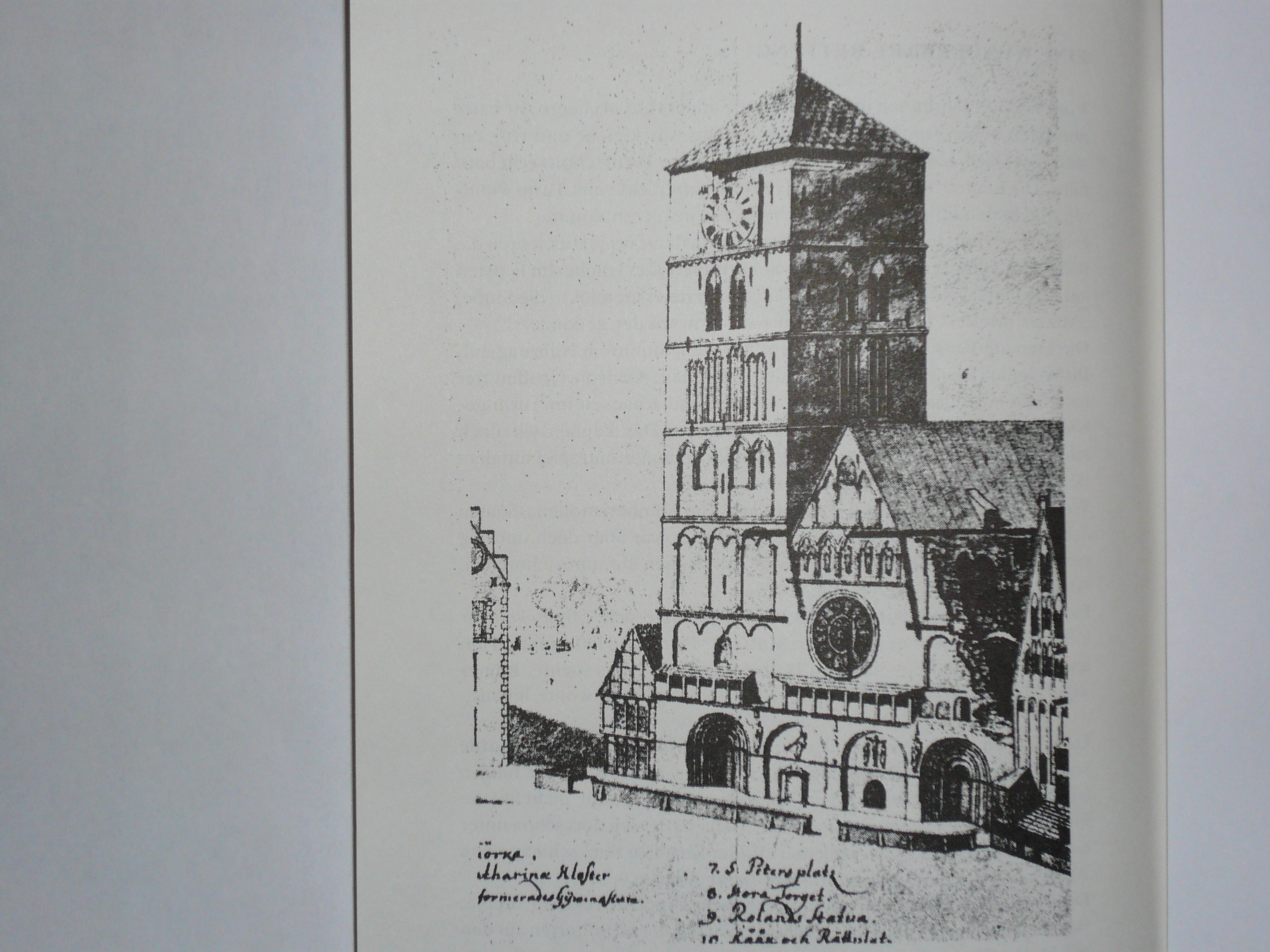
Bremer Dom 1695

## Geboren

### Geburtsdatum gesichert
- 03. Januar: Franz Ulrich Ries, deutscher evangelischer Theologe und Hochschullehrer († 1755)
- 06. Januar: Melchior Buchner, deutscher Maler und Stuckateur († 1758)
- 06. Januar: Giuseppe Sammartini, italienischer Oboist und Komponist († 1750)
- 11. Januar: Francis Scott, 2. Duke of Buccleuch, schottischer Adliger († 1751)
- 25. Januar: Franz Ernst von Hessen-Darmstadt, deutscher Adliger († 1716)
- 09. Februar: Johan Arckenholtz, finnischer Bibliothekar, politischer Pamphletist und Historiker († 1777)
- 10. Februar: Daniel Triller, deutscher Mediziner und Schriftsteller († 1782)
- 13. Februar: Johann Christian Ernesti, deutscher evangelischer Theologe († 1769)
- 13. Februar: Françoise de Graffigny, französische Schriftstellerin († 1758)
- 03. März: Niklaus von Wattenwyl, Schweizer Bankier und Pietist († 1783)
- 13. März: Aleksander Józef Sułkowski, kursächsisch-polnischer Staatsmann († 1762)
- 16. März: William Greene, Gouverneur der Colony of Rhode Islands and Providence Plantations († 1758)
- 27. März: Johann Philipp Anton von und zu Frankenstein, Fürstbischof von Bamberg († 1753)
- 08. April: Johann Christian Günther, deutscher Schriftsteller († 1723)
- 15. April: Hermann Werner von Bossart, Priester, Diplomat und Domherr in Köln († 1762)
- 19. April: Georg Albrecht, Herzog von Sachsen-Weißenfels-Barby († 1739)
- 26. April: Christoph Jacob Trew, deutscher Arzt und Botaniker († 1769)
- 03. Mai: Henri de Pitot, französischer Wasserbauingenieur († 1771)
- 04. Mai: Ami Lullin, Schweizer evangelischer Geistlicher und Hochschullehrer († 1756)
- 11. Mai: Alexander Jakob Lubomirski, polnischer und sächsischer General († 1772)
- 17. Mai: Emanuel-Francois-Joseph de Bavière, Feldherr unter Ludwig XV. von Frankreich († 1747)
- 19. Mai: Johann Ludwig Alefeld, deutscher Philosoph und Physiker († 1760)

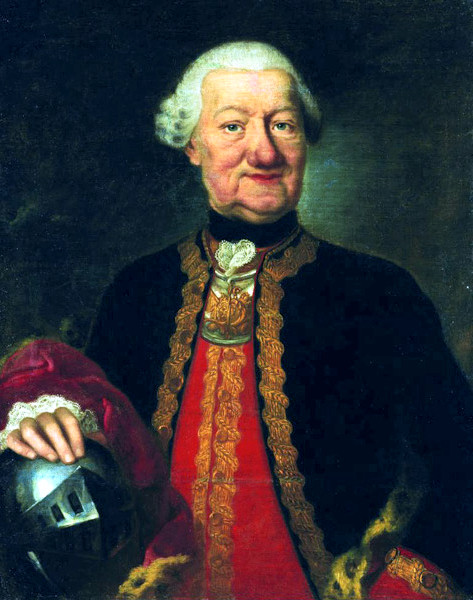
Johann Conrad Schlaun, um 1760/1770

- 05. Juni: Johann Conrad Schlaun, deutscher Baumeister des Barock († 1773)
- 24. Juni: Martin van Meytens, niederländischer Maler († 1770)
- 28. Juni: Christiana Mariana von Ziegler, sächsische Schriftstellerin († 1760)
- 09. Juli: Johann Ernst von Flörcke, deutscher Jurist († 1762)
- 16. Juli: Johann Eberhard Rau, evangelischer Theologe und Hochschullehrer († 1770)
- 21. Juli: Tobias Friedrich Bach, deutscher Kantor († 1768)
- 01. August: Johann Konrad Brandenstein, deutscher Orgelbauer († 1757)
- 07. August: Augustin Buddeus, deutscher Mediziner († 1753)
- 11. August: Michelangelo Unterberger, Südtiroler Maler († 1758)
- 03. September: Pietro Locatelli, italienischer Violinenvirtuose und Komponist († 1764)
- 05. September: Carl Gustaf Tessin, schwedischer Politiker, Reichsrat und Präsident der Staatskanzlei († 1770)
- 06. September: Johann Adolph von Brühl, kursächsischer Stallmeister und Kammerherr († 1742)
- 12. September: Joachim Oporin, deutscher evangelischer Theologe († 1753)
- 15. September: Johann Peter von Montargues, königlich dänischer Generalmajor und Chef des Oldenburger Infanterie-Regiments († nach 1766)
- 20. September: Johann Lorenz Bach, deutscher Komponist († 1773)
- 13. Oktober: Louis François Anne de Neufville, duc de Villeroy, Pair von Frankreich († 1765)
- 23. Oktober: François de Cuvilliés der Ältere, im heutigen Belgien geborener deutscher Architekt († 1768)
- 09. November: Joseph Stammel, österreichischer Bildhauer († 1765)
- 10. November: Louis Armand II. de Bourbon, Fürst von Conti und Feldmarschall († 1727)
- 10. Dezember: Johann Jakob Zimmermann, Schweizer evangelischer Geistlicher und Hochschullehrer († 1756)
- 15. Dezember: Benigna Marie Reuß zu Ebersdorf, deutsche Kirchenlieddichterin († 1751)
- 18. Dezember: David Nitschmann, deutscher evangelischer Missionar und Bischof der Herrnhuter Brüdergemeine († 1772)
- 29. Dezember: Jean-Baptiste Pater, französischer Maler († 1736)

### Genaues Geburtsdatum unbekannt
- Bartolomeo Felici, italienischer Komponist und Organist († 1776)
- Namiki Sōsuke, japanischer Schriftsteller († 1751)

### Geboren um 1695
- Charles Campbell, britischer Militär und Politiker († 1741)

## Gestorben

### Erstes Halbjahr
- 04. Januar: François Henri de Montmorency-Bouteville, Herzog von Luxemburg-Piney, französischer Heerführer, Pair und Marschall von Frankreich (* 1628)
- 06. Januar: Christian Albrecht, Fürstbischof von Lübeck und Herzog von Schleswig-Holstein-Gottorf (* 1641)
- 16. Januar: Hans Adam Weissenkircher, österreichischer Maler (* 1646)
- 24. Januar: Elisabeth Angélique de Montmorency, französische Adelige (* 1627)
- 26. Januar: Johann Heinrich Horb, deutscher evangelischer Theologe (* 1645)

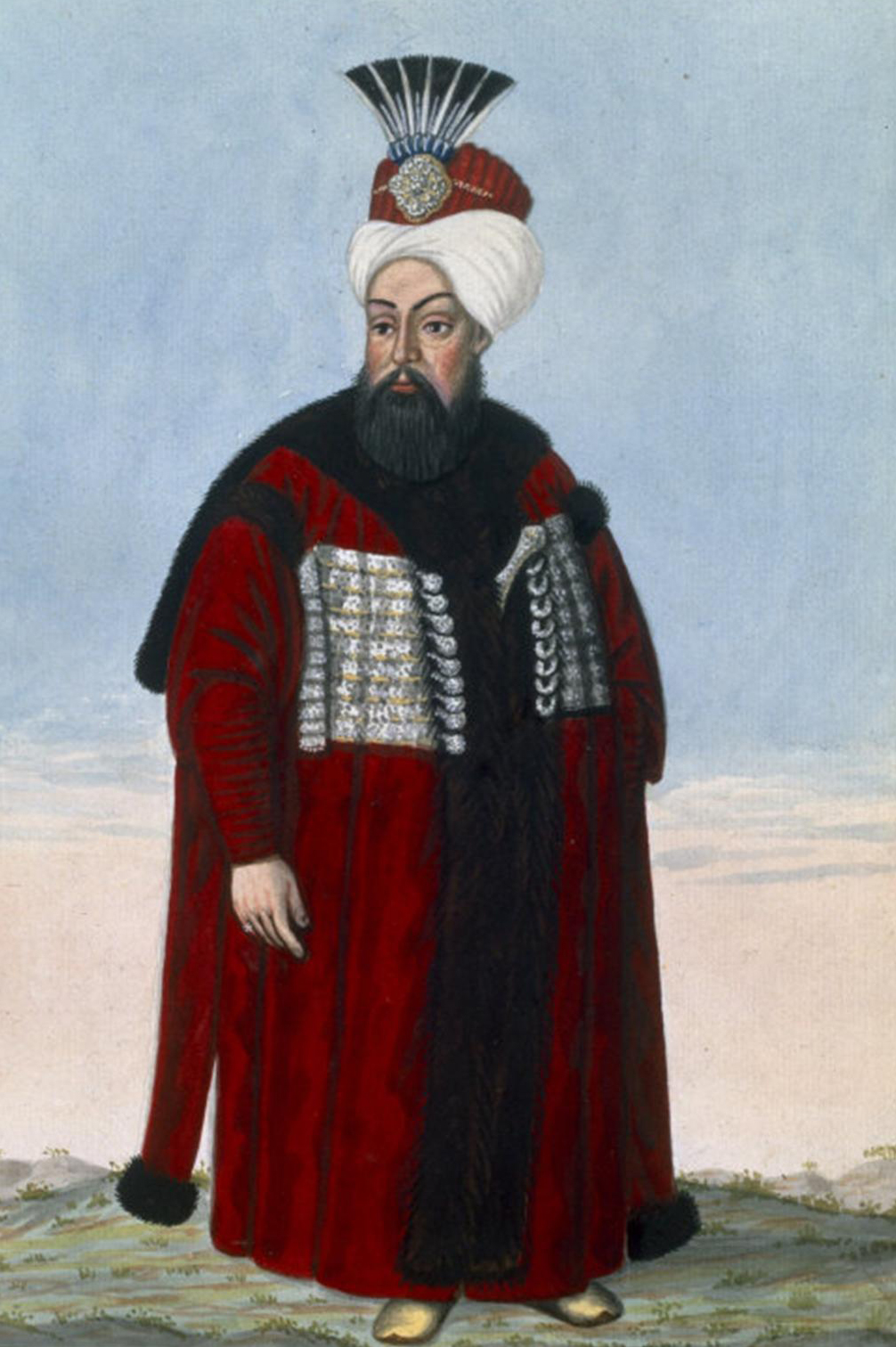
Ahmed II.

- 06. Februar: Ahmed II., 1691 bis 1695 Sultan des Osmanischen Reiches (* 1643)
- 18. Februar: William Phips, englischer Abenteurer und Gouverneur der Province of Massachusetts Bay (* 1651)
- 02. März: Johann Ambrosius Bach, deutscher Musiker (* 1645)
- 09. März: Everhard IV. Jabach, deutscher Bankier und Kunstsammler (* 1618)
- 25. März: Paul Prescher, schwäbischer Orgelbauer (* 1628)
- 25. März: Ludwika Karolina Charlotte von Radziwiłł-Birze, Alleinerbin der calvinisch-litauischen Linie des Hauses Radziwiłł im Großfürstentum Litauen (* 1667)
- 30. März: Anselm Franz von Ingelheim, Erzbischof und Kurfürst von Mainz (* 1634)
- 03. April: Melchior de Hondecoeter, niederländischer Tiermaler (* 1636)
- 13. April: Jean de La Fontaine, französischer Fabeldichter (* 1621)
- 15. April: Christoph Arnold, deutscher Astronom (* 1650)
- 16. April: Pietro Delai, italienischer Baumeister des Barock in Tirol

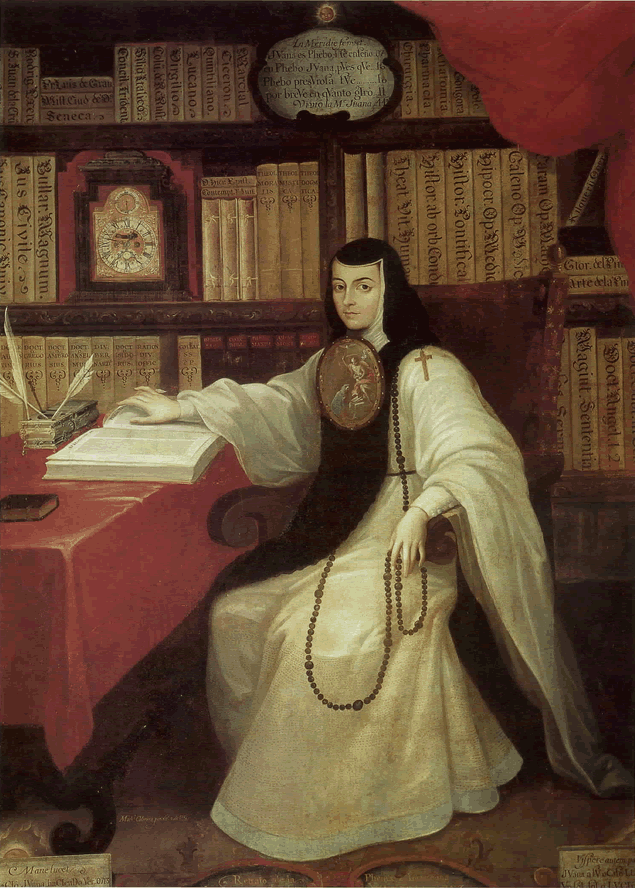
Juana Inés de la Cruz

- 17. April: Juana Inés de la Cruz, mexikanische Dichterin und Nonne (* 1648)
- 25. April: Johann Heinrich am Ende, deutscher Maler (* 1645)
- 09. Mai: Lambert van Haven, dänischer Generalbaumeister, Architekt, Maler und Inspektor der königlichen Kunstsammlungen (* 1630)
- 29. Mai: Giuseppe Recco, neapolitanischer Stilllebenmaler (* 1634)
- 30. Mai: Pierre Mignard, französischer Maler (* 1612)
- 21. Juni: Johannes Lavater, Schweizer evangelischer Geistlicher und Hochschullehrer (* 1624)

### Zweites Halbjahr

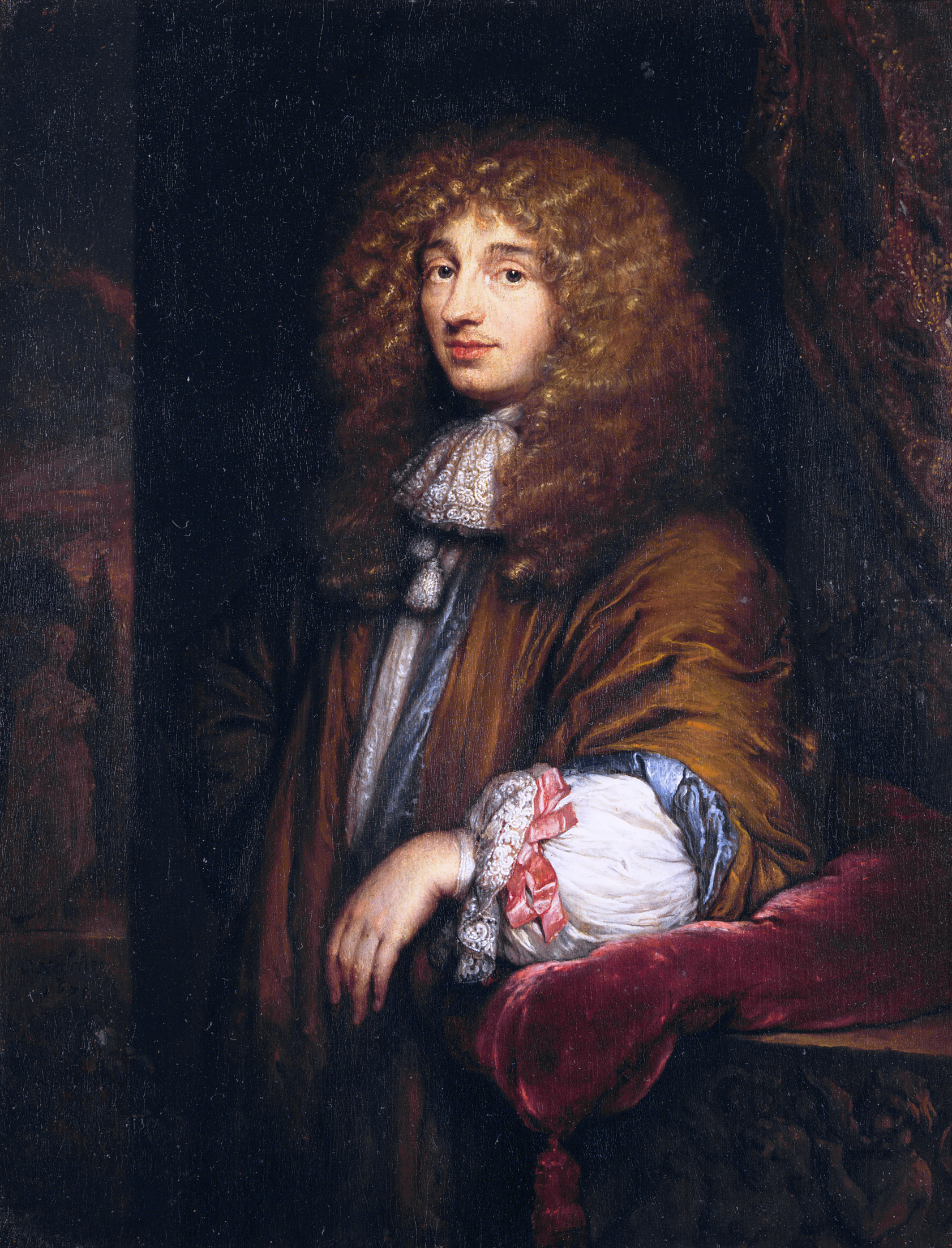
Christiaan Huygens, 1671

- 08. Juli: Christiaan Huygens, niederländischer Mathematiker, Physiker und Astronom (* 1629)
- 15. Juli: Eremya Çelebi Kömürciyan, armenischer Dichter, Drucker, Historiker, Pädagoge, Musiker, Miniaturist und Übersetzer (* 1637)
- 18. Juli: Johannes Camphuys, Generalgouverneur von Niederländisch-Ostindien (* 1634)
- 29. Juli: Ulrich Hipparchos von Promnitz, kurbrandenburgischer und kursächsischer Kabinettsminister (* 1636)
- 12. August: Huang Zongxi, chinesischer Philosoph, politischer Analyst und Historiker (* 1610)
- 09. September: Burchard Graf von Ahlefeldt, deutscher Landrat (* 1634)
- 24. September: Christian Friedrich Meurer, deutscher Beamter und Jurist (* 1625)
- 06. Oktober: Gustav Adolf, Herzog zu Mecklenburg (* 1633)
- 19. Oktober: Johann Wilhelm Baier, deutscher evangelischer Theologe (* 1647)
- 21. Oktober: Johann Arnold Nering, kurfürstlich brandenburgischer Baumeister (* 1659)
- 20. November: Zumbi, letzter Anführer des autonomen Königreichs Palmares von entflohenen und frei geborenen Sklaven im heutigen Staat Alagoas, Brasilien (* 1655)

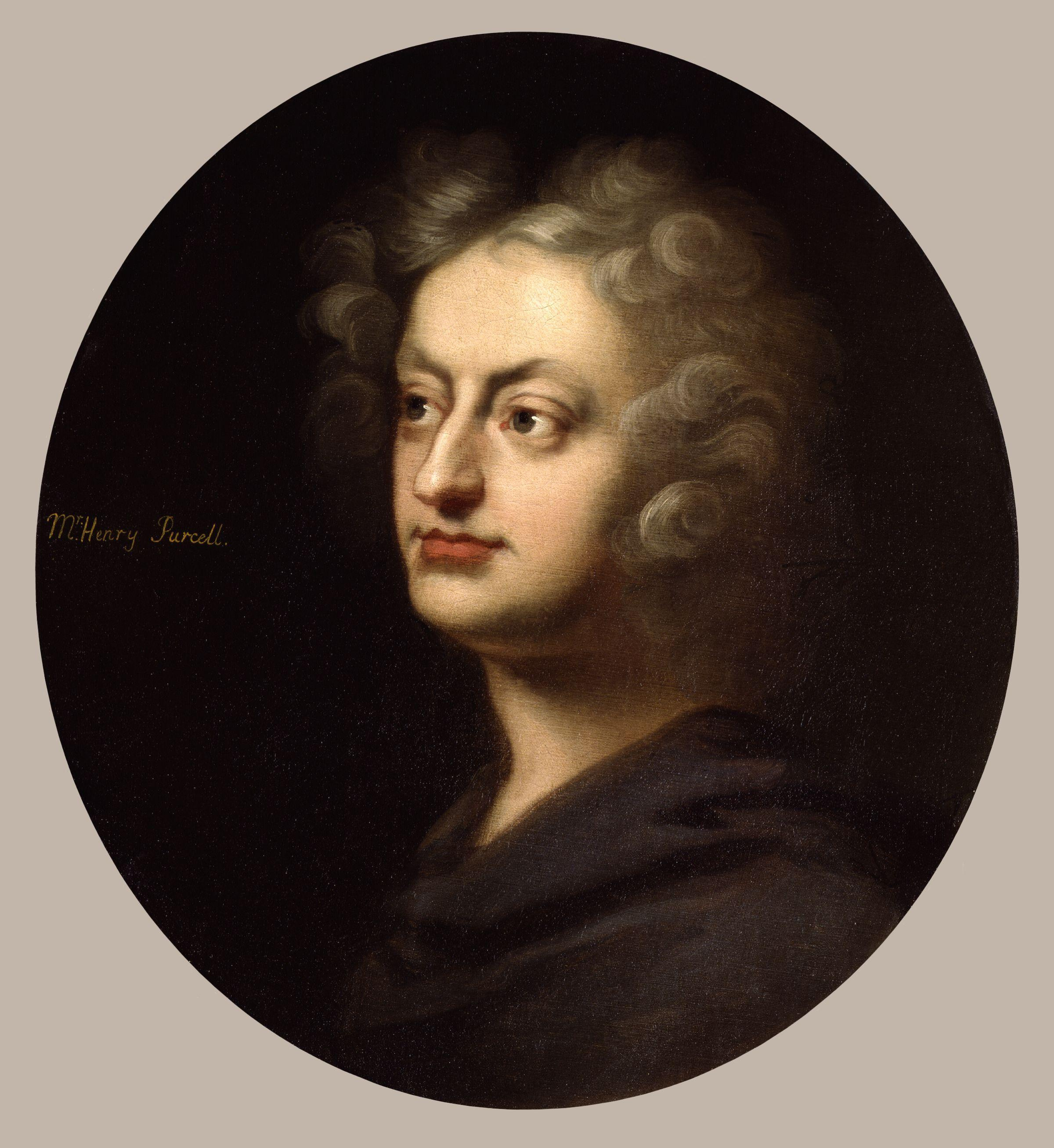
Henry Purcell

- 21. November: Henry Purcell, englischer Komponist (* 1659)
- 28. November: Giovanni Paolo Colonna, italienischer Organist, Kapellmeister und Komponist (* 1637)
- 28. November: Jan Sladký Kozina, tschechischer Führer des Bauernaufstands in Choden (* 1652)
- 05. Dezember: Johann Georg Starcke, sächsischer Architekt (* 1630)
- 08. Dezember: Barthélemy d’Herbelot de Molainville, französischer Orientalist (* 1625)
- 25. Dezember: Gottlieb Amadeus von Windisch-Graetz, kaiserlich-habsburgischer Diplomat und Reichsvizekanzler (* 1630)

### Genaues Todesdatum unbekannt
- Chōon Dōkai, japanischer Mönch (* 1628)
- Dorothy Osborne, englische Briefautorin (* 1627)